# Sune Wretling
Bo Sune Wretling, född 2 januari 1939 i Kolbäcks församling, död 26 april 2007 i Hjärsås, var en svensk ishockeyspelare som spelade för Sveriges herrlandslag i ishockey i Olympiska vinterspelen 1960 där Sverige slutade femma men i samma turnering erövrade bronsmedaljer vid EM i ishockey.
Sune Wretling startade sin aktiva karriär i Kolbäcks AIF åren 1953–1956 innan han via spel Surahammars IF 1956–1958 hamnade i Södertälje SK. Han avslutade sin karriär i Glimåkra IF med spel i division 2 och 3.
Sune Wretling är begravd på Glimåkra gamla kyrkogård.

## Meriter
- 34 A-landskamper
- 5 J-landskamper

## Klubbar
- Kolbäcks AIF, 1953–1956 division 2, division 3
- Surahammars IF, 1956–1958 division 2, division 1
- Södertälje SK, 1958–1963 division 1
- Avesta BK, 1963–1964 division 2
- Hammarby IF, 1964–1965 division 2
- Glimåkra IF, 1965–1978 division 3, division 2